# Otto Fredric Richman den yngre
Otto Fredric Richman, född 1 april 1750 i Gagnef, död 7 augusti 1827 i Sundborn, var en svensk possessionat, bergsnämndeman och konsthantverkare.
Han var son till Otto Fredric Richman och Beata Birgitta Söderberg och gift med Johanna Polheimer samt far till Anders Reinhold Richman. Han var verksam i Sandsberg, Sundborns socken där han byggde upp en verkstad för tillverkning av lackerade tebrickor, tekök och kaffekannor. Han konstruerade och tillverkade en medaljsvarvstol 1793 som räddades från förstörelse av Georg J:son Karlin som infogade svarvstolen till Kulturen i Lunds samling. Richman medverkade i Konstakademiens konsthantverksutställning 1809 med konstsvarvade medaljer av elfenben och buxbom som var infällda i svarvade dosor.